# .test
.test는 소프트웨어 테스트용으로 예약된 최상위 도메인이다. 인터넷에 등록되지 않는 것이 보장된다.
.test 외에도 11개의 다른 예약된 테스트 도메인이 있다: .测试, .परीक्षा, .испытание, .테스트, .טעסט, .測試, .آزمایشی, .பரிட்சை, .δοκιμή, .إختبار, .テスト

## 예약된 DNS 이름
1999년 6월, 국제 인터넷 표준화 기구(IETF)는 DNS 레이블 .example, .invalid, .localhost 및 .test를 예약하여 도메인 이름 시스템의 루트 영역에 설치되지 않도록 했다.
이러한 최상위 도메인 이름은 충돌과 혼란의 가능성을 줄이기 위해 예약되었다. 이를 통해 문서화 목적이나 로컬 테스트 시나리오에서 사용할 수 있다. IANA.org에서는 정책에 따라 IANA 또는 ICANN에 등록된 것으로 설명된 도메인은 country-name.info 도메인을 제외하고 등록 또는 이전이 불가능하다고 명시한다. 이러한 도메인은 ICANN 정부 자문 위원회 사무국에서 공개할 수 있다.